# عمالة الأطفال في إفريقيا

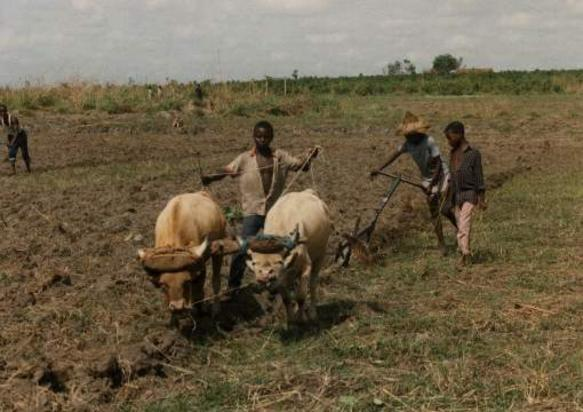
تعد الزراعة أحد المشغلين الرئيسين لعمالة الأطفال في أفريقيا، ويشارك الأطفال عائلاتهم بشكل روتيني في الحراثة (كما في الصورة أعلاه) والتسميد واستعمال مبيدات الحشرات والحصاد.

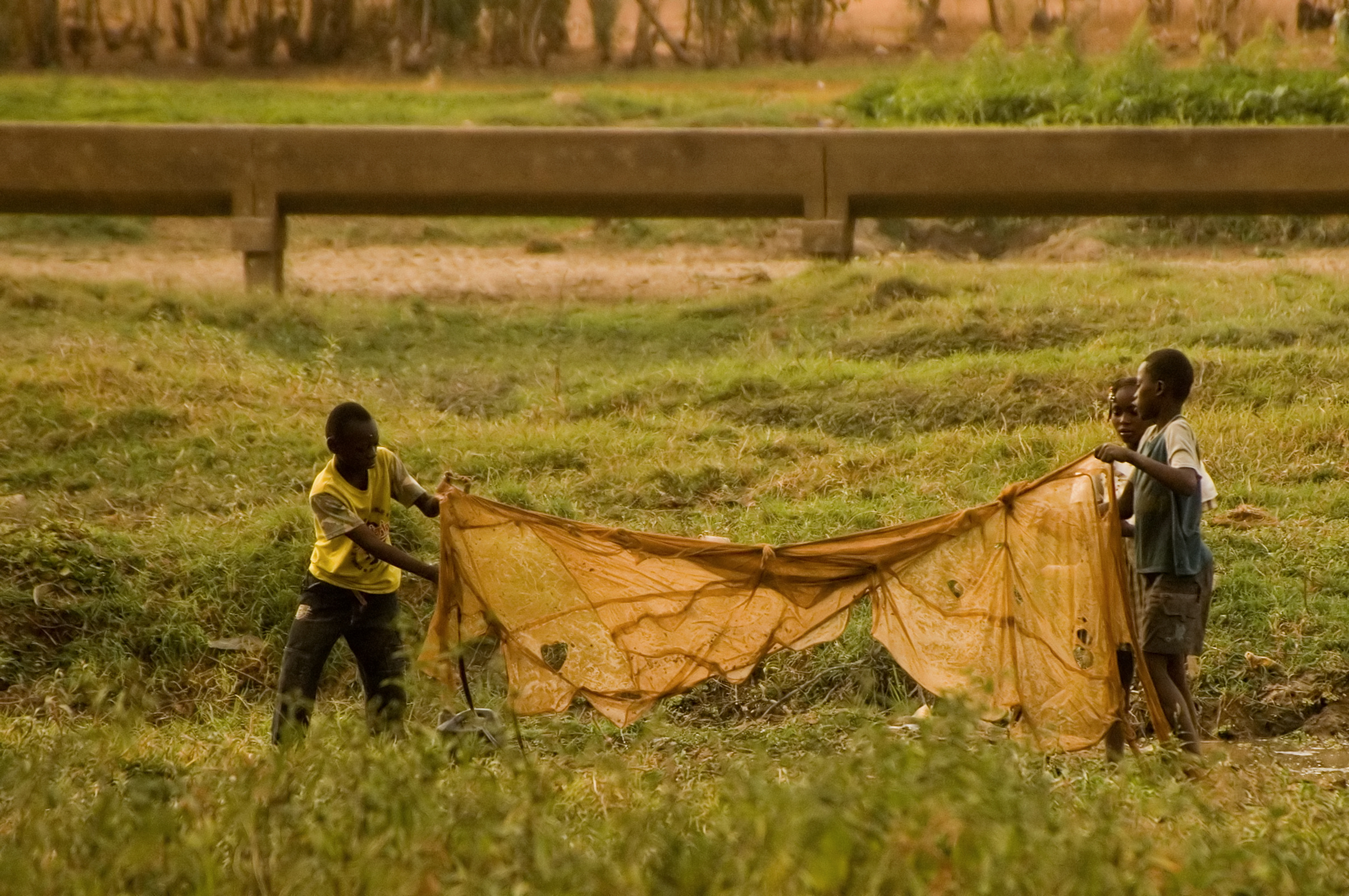
يعد الصيد مشغل رئيسي آخر لعمالة الأطفال في أفريقيا كما هو أعلاه في بوركينا فاسو

عمالة الأطفال في أفريقيا (بالإنجليزية: child labour in Africa) هي تشغيل الأطفال بطريقة تحرمهم من طفولتهم وتضر بنموهم البدني والعقلي، وتحظى أفريقيا بأعلى معدلات وجود لعمالة الأطفال عالميا وتعد مشكلة خطيرة في أفريقيا جنوب الصحراء حيث يعمل أكثر من 40% من إجمالي الأطفال أو حوالي 48 مليون طفل تتراوح أعمارهم ما بين 5 - 14 سنة من أجل البقاء على قيد الحياة.
ويعتبر الفقر السبب الرئيسي وراء عمالة الأطفال في أفريقيا.
وبحسب تقدير منظمة العمل الدولية فإن الزراعة تعد أكبر مشغل للأطفال في أفريقيا.

## التاريخ الثقافي

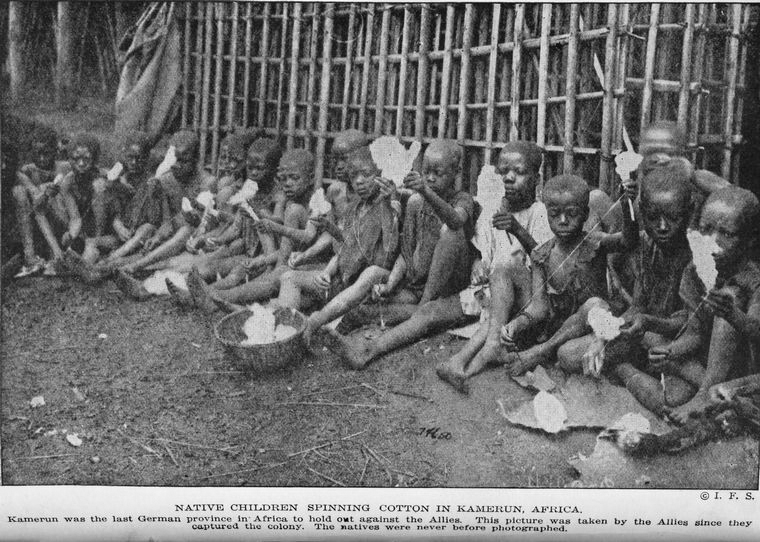
تمتلك أفريقيا تاريخا طويلا في عمالة الأطفال وفي الصورة أعلاه أطفال مستعمرة كاميرون ينسجون في عام 1919.

على مدى تاريخ طويل، ظل الأطفال في أفريقيا يعملون في المزارع والمنازل، وهو أمرا لا تتفرد به أفريقيا عن غيرها فقد عمل عدد كبير من الأطفال في الزراعة والأعمال المنزلية في أمريكا وأوروبا وغيرها من المجتمعات البشرية على مدى التاريخ وحتى خمسينيات القرن العشرون. ويشير الباحثون إلى أن هذا العمل - خاصة في المناطق الريفية – كان شكلا من أشكال التعليم التدريبي والمهني حيث يتعلم الأطفال الفنون والمهارات من آبائهم ويستمرون في العمل في نفس المهنة المتوارثة حتى بعد بلوغهم. وتجزم لوريتا باس صحة هذا الأمر بشكل خاص في السياق الأفريقي.
وتعد أفريقيا قارة ذات تنوع ثقافي كبير. وفي أجزاء من هذه القارة، تلتزم المجتمعات الزراعية بنظام الأنساب والعشائر الأبوي حيث يتدرب الصغار مع الكبار، وتزود العائلة والنسابة (علاقات النسب) الأطفال بروتين ثقافي ليساعدهم في تعلم مهارات عملية نافعة وتمكين هذه المجتمعات من إعالة نفسها في الجيل التالي. وتاريخيا لم تكن هناك مدارس رسمية وعوضا عن ذلك كان يتم تعليم الأطفال بشكل غير رسمي عن طريق عملهم مع عائلاتهم وأنسابهم في أعمار مبكرة. وكما هو الحال في أجزاء أخرى من العالم، فإن عمالة الأطفال في أفريقيا كان ينظر إليها كوسيلة لغرس الشعور بالمسؤولية لدى الأطفال وكأسلوب حياة وخاصة في المجتمعات الريفية والتي تعتمد على الزراعة للاكتفاء الذاتي. وعند شعب «الباهراي» (بالإنجليزية: Pare) القروي في شمال تنزانيا على سبيل المثال فإن الأطفال ذوي الخمسة أعوام قد يشاركوا الكبار في العناية بالمحاصيل ويساعد ذوو التسعة أعوام في حمل الأعلاف للحيوانات وهكذا تقسم المسؤوليات حسب العمر.

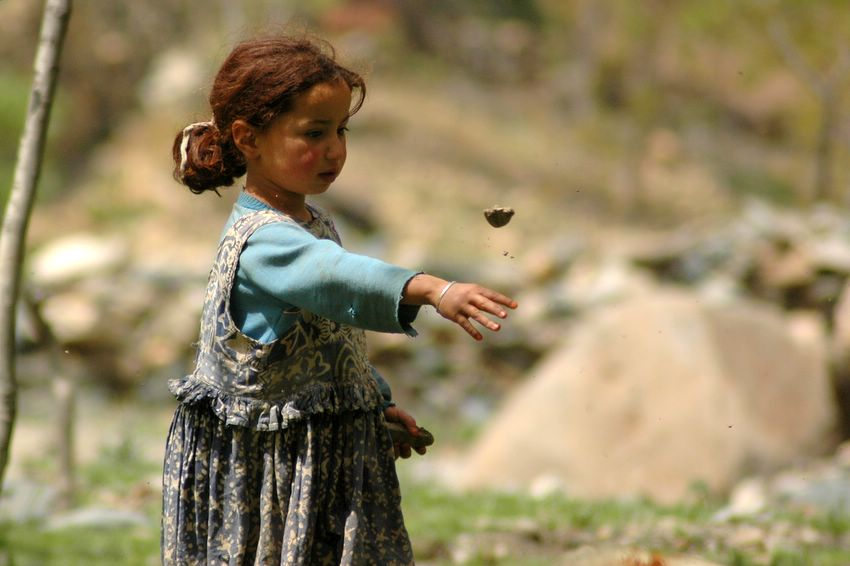
فتاة راعية من البربر أو الأمازيغ في جبال الأطلس المغربية

للإسلام تأثير كبير في أجزاء من أفريقيا جنوب الصحراء حيث ينظر إلى التسول وعمالة الأطفال كخدمة مقابل تعليم القرآن وفي بعض الحالات ما زال الأمر مستمرا حتى اليوم. ويطلق على أولئك الأطفال الذين تبلغ أعمارهم ما بين 7-13 عاما -على سبيل المثال- بـ«ألمودوس» almudos في غامبيا أو «تاليبي أو طالب» talibés في السنغال، ويضع الآباء أطفالهم مع المرابط marabout أو السيرن serin وهو رجل الدين أو معلم القرآن حيث يقسم الأطفال وقتهم بين التسول وتعلم القرآن. وتنطبق هذه الممارسة على إحدى أركان الإسلام وهي مسؤولية المشاركة في الزكاة أو الصدقة.
شُجعت واستمرت ممارسة عمالة الأطفال في ظل توسع الحكم الاستعماري في أفريقيا من 1650 وحتى 1950 من قبل القوى الكبرى كبريطانيا وفرنسا وبلجيكا وألمانيا وهولندا. وفضل مسؤولو الإستعمار الأساليب الأفريقية التقليدية في الإنتاج حيث يتم تشغيل جميع أفراد الأسرة للعمل وليس الكبار فقط. عمل الملايين من الأطفال في العديد من المناطق الزراعية التابعة للاستعمار وفي المناجم والصناعات الخدمية المحلية، واستخدمت هذه المستعمرات الأطفال الذين تتراوح أعمارهم ما بين 5-14 عاما كممتهنين دون إعطاءهم أجرا مقابل تعلم حرفة ما، فعلى سبيل المثال عرضت القوانين الاستعمارية البريطانية للسكان المحليين عرضا لتملك بعض من أراضيهم مقابل جعل عمل الزوجة والأطفال كــ”أطفال زنوج” متاحا لاحتياجات حكومات الاستعمار في المزارع.

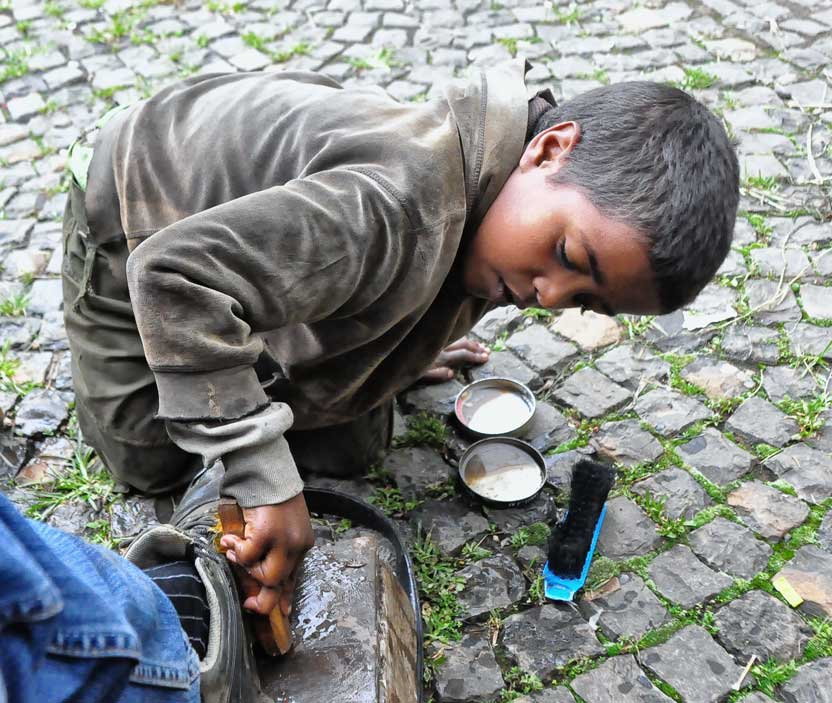
طفل ماسح للأحذية في غوندر، إثيوبيا.

شجع وجود قوانين جديدة للضرائب أيضا عمالة الأطفال حيث أقرت الامبراطوريات الاستعمارية البريطانية والفرنسية ضرائب جديدة لتساعد في دفع تكاليف حكومات الاستعمار المحلية. ويطلق على إحدى هذه الضرائب اسم ضريبة الرؤوس أو الرأس (بالإنجليزية: the head tax) وهي ضريبة تفرض الدفع على كل شخص وفي بعض الحالات حتى الأشخاص ذوي الثماني أعوام. ثار السكان المحليون ضد هذا النوع من الضرائب وأخفوا أطفالهم ولكن في أغلب الأحيان كانوا يضمنون اشراك أطفالهم في النشاط الاقتصادي لدفع مثل هذه الضرائب ودفع تكاليف معيشتهم. انتشرت مدارس الإرساليات المسيحية في أفريقيا من زامبيا وحتى نيجيريا والتي استلزمت أيضا العمل من الأطفال مقابل تزويدهم بتعليم ديني وليس تعليما علمانيًا.
في أواخر عهد الاستعمار، حاولت حكومات الاستعمار إدارة المدارس وتعليم الأطفال في أجزاء من أفريقيا وبشكل عام لم تنجح تلك الجهود من حيث التسجيل والتأثير، حيث سجل عدد قليل من الأطفال وحتى في حالتهم تلك لا يعني ذلك بالضرورة حضورهم المنتظم. وشاع الغياب المتكرر عن العمل أو أطفال يتركون الدراسة وعوضا عن ذلك كانوا يبحرون مع الصيادين، ويقول جاك لورد في مراجعاته لأوراق أكاديمية عن تاريخ الاستعمار في أفريقيا أن التجربة الاخيرة في عهد الاستعمار اقترحت بأن يتخذ الأطفال والعائلات القرارات بناء على مجموعة معقدة من العوامل الاقتصادية مثل دخل الأسرة وحالة العائلة الاجتماعية والعوامل الثقافية التي تعتبر العمل مع العائلات شكلا من أشكال التعليم وتنمية رأس المال الاجتماعي والبشري.

## عمالة الأطفال المعاصرة

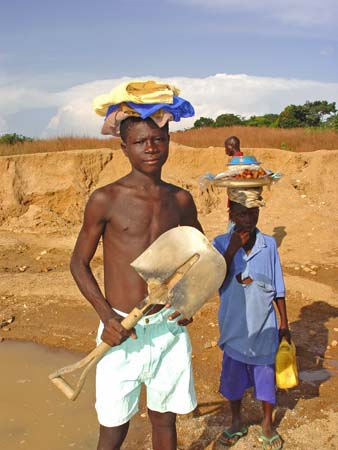
تشيع عمالة الأطفال في صناعة التعدين غير الرسمية في أفريقيا، وفي الصورة أعلاه أطفال عملوا في استخراج الألماس في سيراليون.

يعمل في الزراعة وحدها أكثر من 305 من إجمالي أطفال أفريقيا والذين تتراوح أعمارهم ما بين 10-14. ويعد الاقتصاد غير الرسمي كالمناجم الحرفية صغيرة النطاق مشغل كبير آخر لعمالة الأطفال.

### الكونغو
زعمت شركة بلومبيرغ في عام 2008 أن عمالة الأطفال في مناجم النحاس والكوبالت في الكونغو هي التي تزود الشركات الصينية بهن حيث يحفر الأطفال بأيديهم معدن الخام ويحملون الأكياس على ظهورهم والتي يتم شراءها من قبل هذه الشركات. وتمتلك الشركات الصينية أكثر من 60 من بين 75 من المصانع الصناعية في مقاطعة كاتانغا حيث تذهب 90% من معادن المنطقة إلى الصين. وأوضح تقرير صحفي من منظمات أفريقية غير حكومية أن 80000 طفل عامل هم تحت سن 15 عاما أو حوالي 40% من إجمالي عمال المناجم هم من يزودون الشركات الصينية بالمعادن الخام في هذه المنطقة الأفريقية.
وفي عام 2012 وجهت البي بي سي (BBC) تهمة لشركة جلينكور لاستخدامها عمالة الأطفال في عملياتها لاستخراج وصهر المعادن في أفريقيا. نفت شركة جلينكور استخدامها عمالة الأطفال وصرحت بإن لديها سياسة صارمة تجاه تشغيل الأطفال. وأوضحت الشركة علمها بالأطفال العاملين في المناجم والذين ادعت بأنهم جزء من مجموعة عمال مناجم حرفيين هجموا على منطقة امتياز الشركة منذ 2010 بدون ترخيص وقالت الشركة أنها قد ناشدت الحكومة لاخراج العمال الحرفيين من منطقة امتيازها.
يعمل حوالي 4.7 مليون طفل تتراوح أعمارهم بين 5-14 في الكونغو. بالإضافة إلى مناجم النحاس، يشارك الأطفال مع عائلاتهم في التعدين الحرفي للكوبالت والولفراميت وحجر القصدير والكولمبيت-تنتاليت والذهب والألماس، والكثير منهم يستخدمون المطارق لابراز المعدن الخام ويفرغون مواد كيميائية شديدة الخطورة دون ارتداء معدات وقائية وينقلون الصخور يدويا من مناجم عميقة أو مفتوحة، ويعمل الأطفال أيضا في الزراعة، كما يستمر تجنيدهم كجنود أطفال لصالح الجيش الوطني الكونغولي ومختلف الجماعات المتمردة، وعموما فإن عمالة الأطفال واضحة للعيان في شوارع منطقة كينشاسا.

### غانا
قدرت وزارة العمل بالولايات المتحدة الأمريكية في عام 2010 وجود أكثر من 2.7 مليون طفل عامل في غانا أو حوالي 43% من إجمالي الأطفال الذين تتراوح أعمارهم ما بين 5-14 عاما حيث تعد مجالات الزراعة والصيد والتعدين الحرفي أكبر مشغليين للأطفال.
كان شائعا في مناطق أكرا وأشانتي عمل الأطفال في الخدمات المنزلية. ويعمل الأطفال كحمالين في المناطق الحضرية حيث يطلق عليهم محليا اسم (kayaye) ويعد بعضهم صغيرا في العمر حيث تصل أعمارهم إلى 6 سنوات.
وفي منطقة جنوب فولتا، يعمل الأطفال في الأشغال الدينية لفترة تتراوح بين عدة أشهر إلى ثلاث سنوات، ويعرفون محليا باسم (trokosi) (حرفيا: زوجة الإله) أو (fiashidi) أو (vudusi) وتتطلب هذه الممارسة فتيات صغيرات للعمل وخدمة النظام الكنسي للتكفير عن الذنوب المزعومة لأعضاء العائلة أو كقربان يقدم لجلب الحظ الجيد للعائلة. ويُجزم وجود هذه الممارسة أيضا في المناطق المجاورة على الرغم من أنها حظرت وفرضت مدة سجن لمرتكبها وفق قوانين غانا والمناطق المجاورة.
ولم تتغير كثيرا الاحصائيات عن عمل الأطفال في عام 2013 حسب نتائج وزارة العمل بشأن أسوأ أشكال عمالة الأطفال في غانا حيث أن أغلبية الأطفال العاملين منخرطون في أنشطة خطرة مثل رش المبيدات الحشرية في إنتاج الكاكاو والصيد واستخراج الذهب. وتتضمن قائمة بالسلع المنتَجة بعمل الأطفال أو العمل القسري من الوزارة عام 2014 بضائع كـالأسماك، وبالتحديد البلطي والكاكاو والذهب حيث يتم انتاجها في غانا في ظروف عمل كتلك.

### كينيا

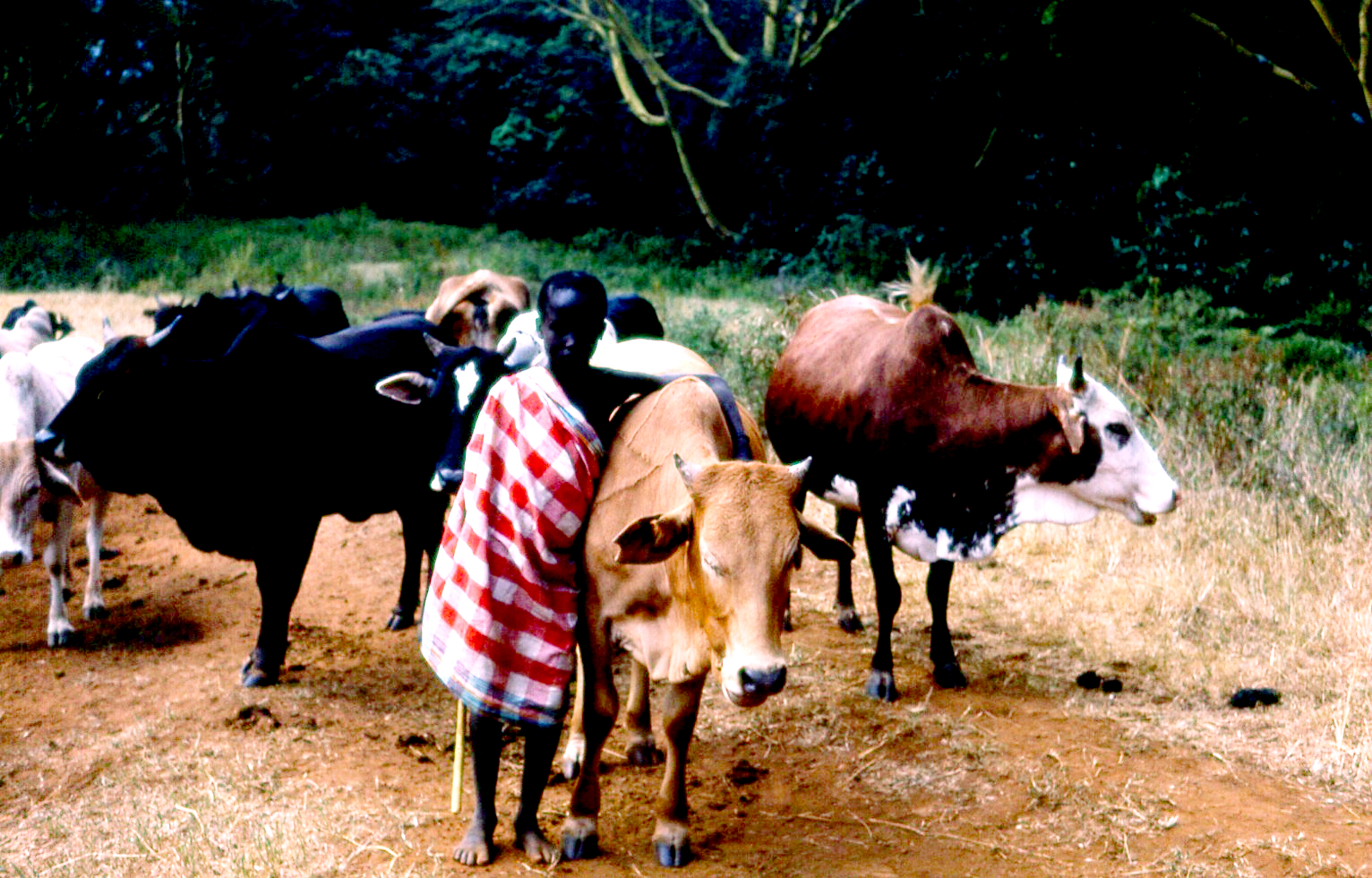
طفل راعي من شعب الماساي في كينيا.

قدرت كوليت سودا في 2001 أن كينيا كان لديها 3 مليون طفل عامل في ظروف عمل لا تحتمل والذين كانوا واضحين للعيان، وتقول سودا أن عدد الأطفال العاملين المرئيين كان أكثر بكثير، ويشتغل الأطفال العاملين والواضحين للعيان في كينيا في الزراعة وصناعة السياحة والمحاجر والمناجم والعمل الرعوي والتعدين وجمع القمامة وصناعة صيد الأسماك وقطاع النقل حيث يمكنهم التنقل من مكان لآخر كالبائعين المتجولين، الـماتاتو Matatu .
تقدر الحكومة الكينية أن هناك 8.9 مليون طفل عامل تتراوح أعمارهم ما بين 5-13 ومعظهم ممن يتغيبون عن الدراسة. وتعد الزراعة المشغل الأكبر للأطفال فعلى سبيل المثال 30% من إجمالي العاملين في مزارع القهوة هم أطفال أصغر من 27 عاما.
قدرت الأمم المتحدة في تقريرها عام 2009عن كينيا أن حوالي الثلث من إجمالي الأطفال الذين تتراوح أعمارهم ما بين 5-14 عاما كانوا يعملون ويعد مجالي الزراعة والصيد المشغليين الأكبر للأطفال حيث كانت عمالة الأطفال تمثل ما يقرب من 79 في المائة.
وقدرت وزارة العمل بالولايات المتحدة الأمريكية في تقريرها عام 2010 أن حوالي 32% أو أكثر من 2.9 مليون من إجمالي أطفال كينيا والذين تتراوح أعمارهم ما بين 5-14 عاما يعملون. ويعد مجالي الزراعة والصيد المشغلين المهيمنين في عمالة الأطفال، وتشهد القطاعات غير الرسمية أسوأ أشكال عمالة الأطفال وتشمل مزارع قصب السكر ومزارع الماشية والرعي والشاي والقهوة والقات (شجرة محفزة فسيولوجيا وعصبيا) والأرز والسيزال والتبغ وصيد أسماك البلطي والسردين. وتتمثل الأنشطة الاقتصادية الأخرى والتي تتضمن الأطفال في كينيا مكبات جمع الفضلات وتجميع وبيع خردة الحديد والزجاج والمعدن والبيع في الشوارع والرعي والتسول. ويوضح التقرير الاستغلال القسري للأطفال في السياحة الجنسية حيث تتفشى في المدن الكبرى كنيروبي وكيسومو وإلدوريت والمدن الساحلية الكينية.
يعد الفقر ونقص فرص التعليم سببين رئيسيين وراء عمالة الأطفال في كينيا، حيث تعاني الدولة من نقص في المدارس والمعلمين واكتظاظ المدارس بالطلبة وتعقيد الإجراءات في حالة الأطفال غير المسجلين حيث يمنع القانون الكيني الطفل من الالتحاق بالمدارس في حال لم يكن مسجلا مواطنًا عند السلطات الكينية. وحاليا لا يزال 44% من أطفال كينيا في المناطق الريفية بدون تسجيل، وبالتالي حتى وإن كانت المدارس متوفرة فإن أطفال المناطق الريفية يظلون غير قادرين على إثبات مواطنيتهم ويجازف هؤلاء الأطفال غير المسجلين في فقدان فرصة التعلم.

### مدغشقر

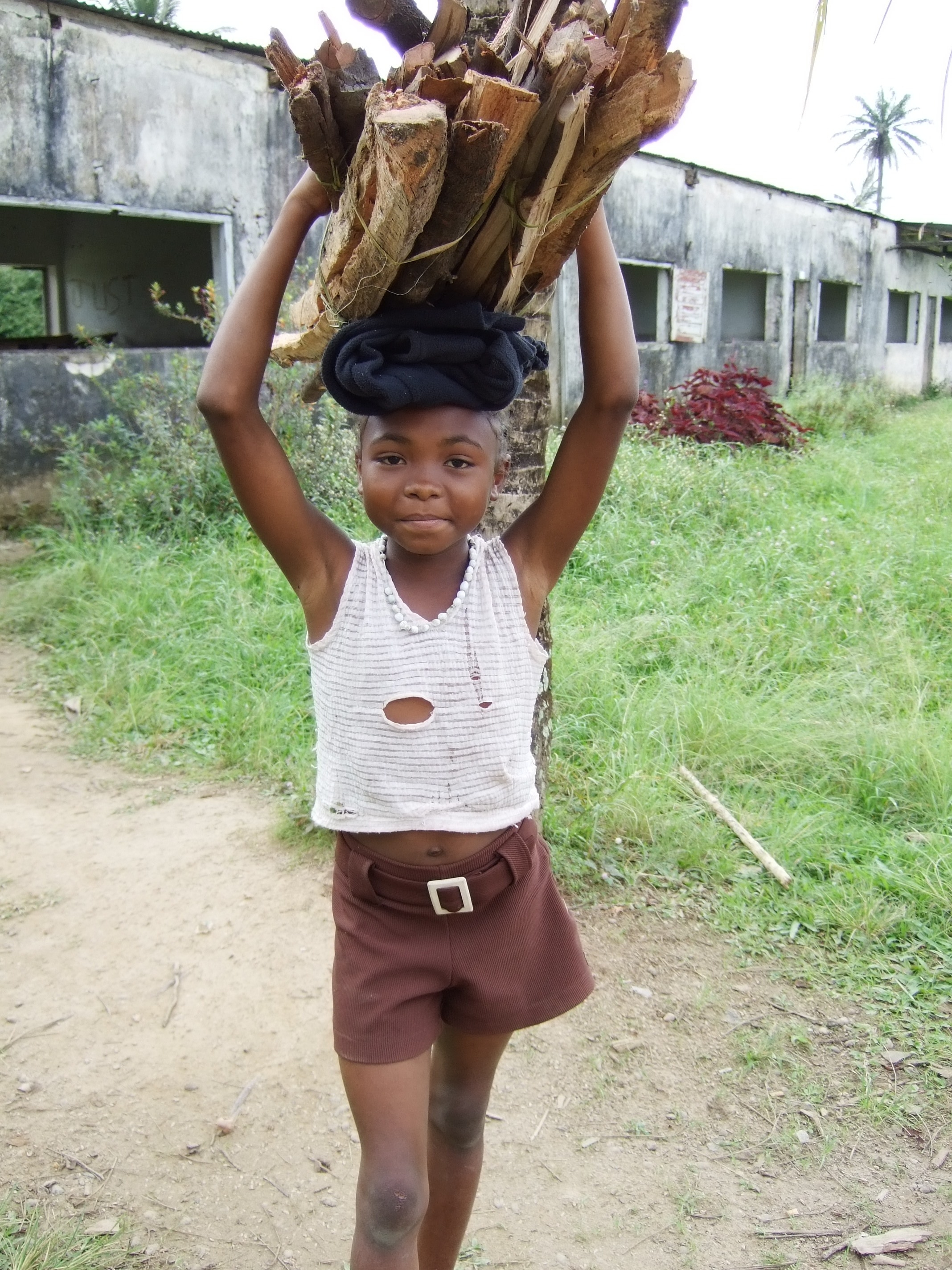
عمالة الأطفال في بريكافيل، وهي مدينة في منطقة أتسينانانا في مدغشقر.

يشيع وجود الأطفال في المناجم الحرفية صغيرة النطاق في مدغشقر ويشارك بعضهم في استخراج الملح وأعمال التحجير وجمع خام الأحجار الكريمة والذهب وحوالي 58% من إجمالي الأطفال في هذه المناجم هم ما دون سن 12 عاما، وبحسب البرنامج الدولي للقضاء على عمل الأطفال (IPEC)غالبا ينحدر الأطفال العاملين في هذه المناجم من عائلات ذات وضع اقتصادي غير مستقر.
ووفقا لتقرير الولايات المتحدة عام 2010 فإن حوالي 22% من أطفال مدغشقر والذين تتراوح أعمارهم ما بين 5-14 – أو أكثر من 1.2 مليون – يعملون. ويشير فريق فرنسي آخر إلى أن عدد عمالة الأطفال في مدغشقر يتجاوز 2.4 مليون من بينهم أكثر من 540000 طفل عامل والذين تتراوح أعمارهم ما بين 5 -9، وحوالي 87% من عمالة الأطفال يعملون في الزراعة وفي الغالب في إنتاج الفانيلا والشاي والقطن والكاكاو وجوز الهند (جوز الهند المجفف) والسيزال وحصاد الجمبري والصيد. ويشتغل أطفال مدغشقر في أعمال الخدمات المنزلية بمعدل 12 ساعة لكل يوم.
شاركت العديد من الجهود الدولية الممولة للمساعدة في تقليل ومنع عمالة الأطفال في مدغشقر، ولكنها أوقفت بعد تغير الحكومة التي تبعت الانقلاب عام 2009 بسبب توقيف الكثير من التمويل من الجهات المانحة والتي تشمل الاتحاد الإفريقي والاتحاد الأوروبي والبنك الدولي والولايات المتحدة.

### المغرب
قدر تقرير عام 2010 أن حوالي 150,000 طفل تتراوح أعمارهم بين 5 و14 عاما كانوا يعملون ويعد مجالي الزراعة والخدمات المنزلية المشغلين المهيمنين، وترسل الفتيات الصغيرات واللاتي يطلق عليهن محليا مسمى petites bonnes (الخادمات الصغيرات أو القاصرات) للعمل كخادمات في المنازل ليقتتن وتتراوح أعمار عدد كثير منهن العاشرة أو دون ذلك، حيث تنحدر هؤلاء الخادمات القاصرات petites bonnes من عائلات فقيرة جدا ويواجهن أوضاعا من الأشغال القسرية الإلزامية والتي تتضمن ساعات عمل طويلة دون توقف وإساءة جسدية وشفهية وجنسية واقتطاع أجورهن بل وحتى تقييد حركتهن وحرماهن من الدراسة وتتضمن أشكال عمالة الأطفال الأكثر وضوحا للعيان أطفال الشوارع في كازابلانكا ومراكش وفاس ومكناس، حيث يعمل هؤلاء الأطفال في بيع السجائر والتسول وتلميع الأحذية وغسيل السيارات كما يعملون حمالين وعتالين في الموانىء من أجل البقاء على قيد الحياة.
قدرت المندوبية السامية للتخطيط في المغرب أن عدد الخادمات القاصرات في الدولة يتراوح بين 60,000 و 100,000،
وتكشف الدراسات المفوضة من قبل الحكومة المغربية أن الفقر وقلة المدارس - وغالبا السببين معا - من أبرز الأسباب لظاهرة الخادمات القاصرات في المغرب. بالإضافة إلى ذلك، لا يعتقد الآباء القرويين أن التعليم أو الحصول على شهادة الدبلوم من أي نوع كان يمكن أن تساعد فتياتهم في إيجاد وظيفة.

### نيجيريا
المقال الرئيسي: عمالة الأطفال في نيجيريا
كان هناك حوالي 15 مليون طفل عامل في نيجيريا دون سن 14 عاما في عام 2006، وعمل الكثير منهم في أوضاع خطيرة للغاية ولساعات طويلة. ويعد الفقر الدافع الرئيسي لعمالة الأطفال حيث يعتبر دخل هؤلاء الأطفال جزءا رئيسيا في دخل عائلاتهم المعدمة. واشتغلت الغالبية العظمى من عمالة الأطفال في نيجيريا في الزراعة والاقتصاد غير الرسمي وشبه الرسمي. وأقل أشكال عمالة الأطفال وضوحا للعيان هم خدم المنازل والذين غالبا ما يتم التحرش بهم جنسيا. وما بين الاقتصاد غير الرسمي والأماكن العامة تشغل تجارة الشوارع 64% من عمالة الأطفال. ومن الملاحظ كثيرا عمل الأطفال كميكانيكيين وقاطعي تذاكر في الحافلات وسط الشركات غير الرسمية والأماكن شبه العامة.
لا يذهب حوالي 6 ملايين من أطفال نيجيريا إلى المدرسة إطلاقا، وفي الأوضاع الحالية لا يملك هؤلاء الأطفال الوقت ولا الطاقة والموارد التي تؤهلهم للذهاب إلى المدرسة.

### رواندا
تقدر منظمة العمل الدولية أن رواندا تمتلك 400,000 طفل عامل ويعتقد انخراط 120,000 منهم في أسوأ أشكال عمالة الأطفال بينما يعد 60,000 منهم أطفال عاملين في المنازل.

### سوازيلاند
المقال الرئيسي: عمالة الأطفال في سوازيلاند

### تنزانيا
المقال الرئيسي: عمالة الأطفال في تنزانيا

### زامبيا
تقدر حكومة زامبيا أن هناك حوالي 595,000 طفل عامل في الدولة، تتراوح أعمار 58% منهم بين 14 عاما أو ما دون ذلك، ويتم توظيف الكثير منهم في عمليات التعدين غير الرسمية.
ويقدر تقرير وزارة العمل في الولايات المتحدة عام 2010 أن حوالي 33% من أطفال زامبيا والذين تتراوح أعمارهم بين 5 و14 عاما يعملون، وتعد الزراعة المشغل المهيمن حيث يعمل مع التعدين 98% من إجمالي أطفال زامبيا، وتشهد القطاعات غير الرسمية أسوأ أشكال عمالة الأطفال وتتضمن مزارع القطن والتبغ والصيد والشاي والقهوة والفحم. وتشيع عمالة الأطفال في التعدين، وعلى العموم يمكن مشاهدتها في المناجم الحرفية والتقليدية الصغيرة حيث يستخرج الأطفال الزمرد والجمشت والزبرجد والتورمالين والعقيق. كما تحضر عمالة الأطفال في مناجم خامات الرصاص والزنك والنحاس دون ارتداء أية معدات وقائية لحماية أعينهم أو وجوههم أو أجسادهم وتشيع بذلك الإصابات.
ينتشر في زامبيا الاتجار بالأطفال لأغراض ذات صلة بأعمال خطيرة، ويتم تشغيل الأطفال في الزراعة والخدمات المنزلية مقابل المال والبضائع والهدايا لأفراد العائلة، وتمتلك زامبيا قوانين صارمة ضد الاتجار وعمالة الأطفال، ولكن ثبت صعوبة تطبيق وتنفيذ قوانينها.
وبحسب منظمة العمل الدولية فإن عمالة الأطفال في زامبيا ما هي إلا استراتيجية للأطفال والعائلات للتعامل مع مشكلة فقد معيلهم عند وفاته أو نتيجة وقوعه مريضا أو ببساطة عدم قدرة العائلات على كسب ما يكفي من المال للعيش.

## المنظمات والقوانين الفعّالة

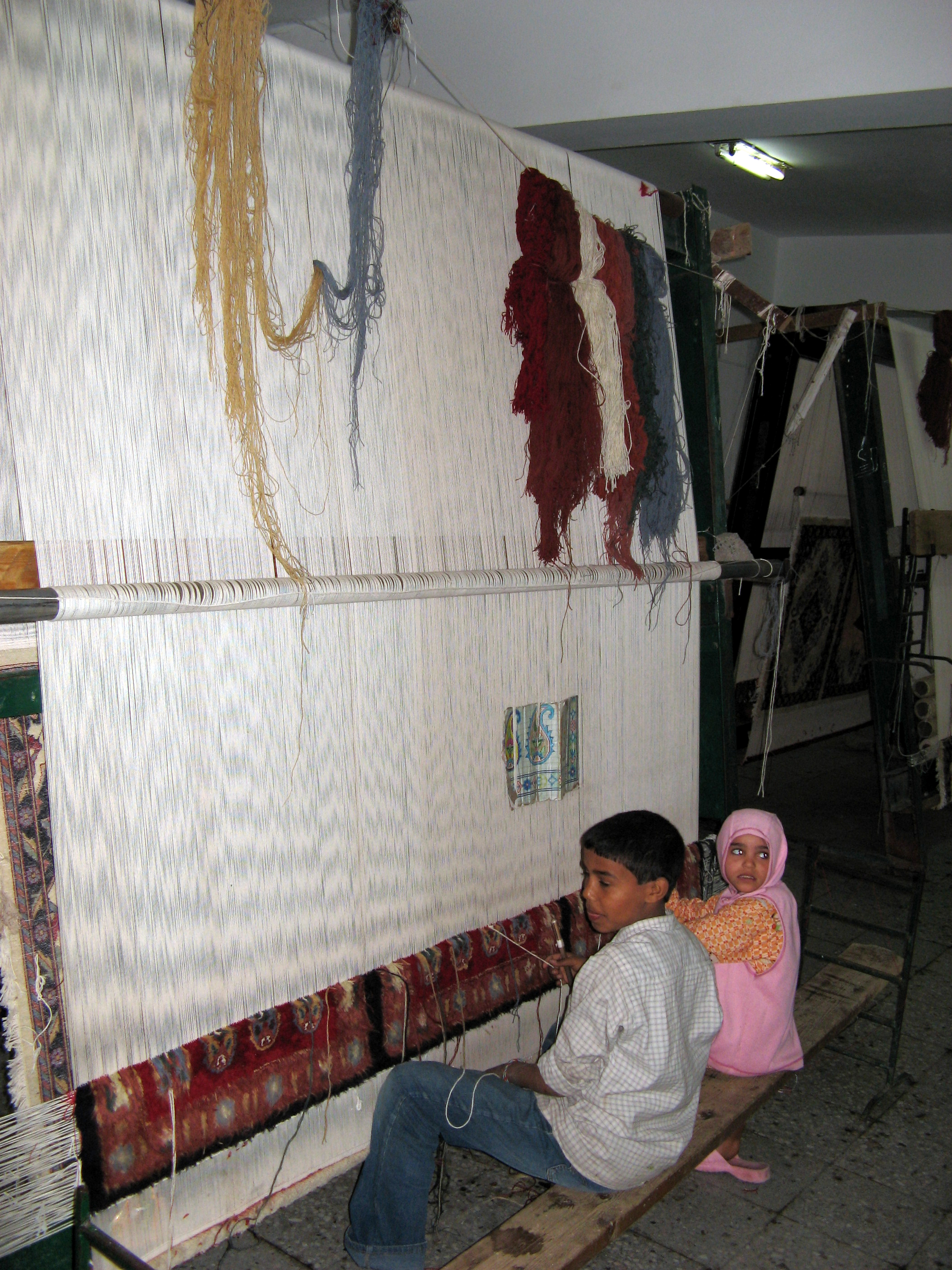
شركة لنسج السجاد المنزلي في مصر تستخدم عمالة الأطفال.

قالت منظمة العمل الدولية (ILO) أن القوة الوحيدة العظمى التي تدفع الأطفال إلى أماكن العمل في المقام الأول هي الفقر وأن قلة المدارس وتدني مستوى التعليم عامل رئيسي آخر يدفعهم إلى الأعمال المؤذية.

### قوانين عمالة الأطفال في أفريقيا

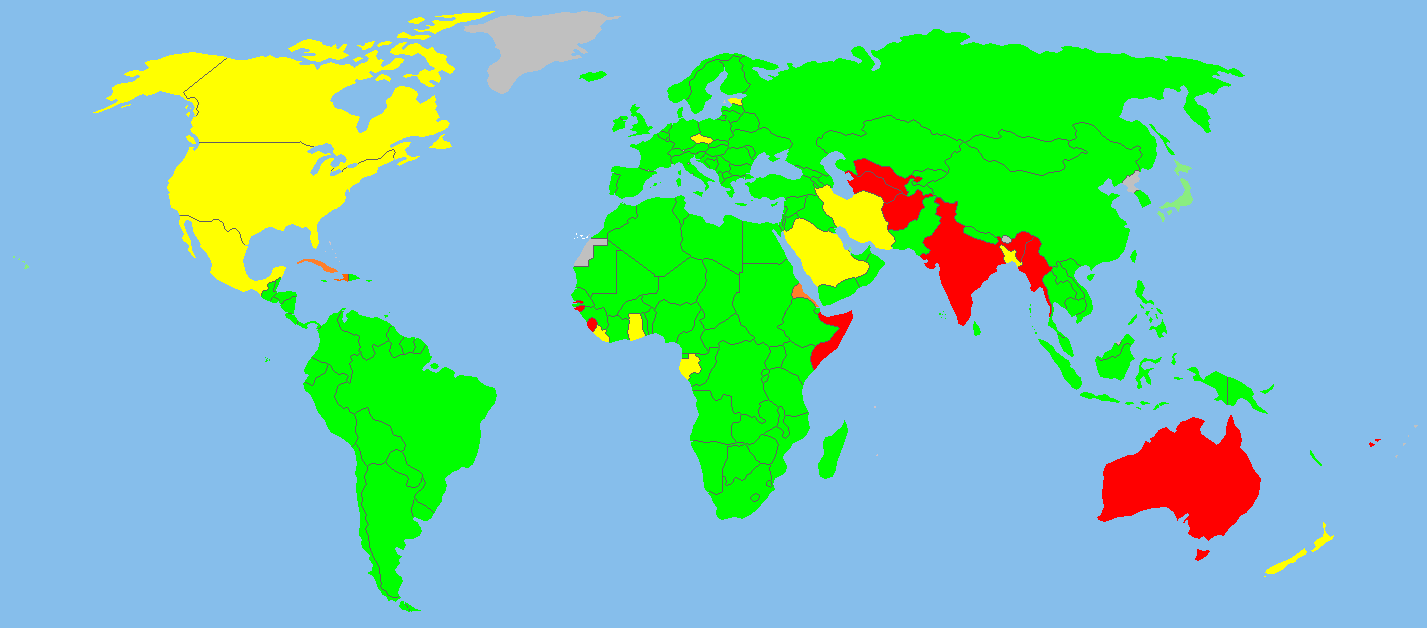
قد صدقت معظم الدول الأفريقية على الاتفاقيات العالمية المتعلقة بعمالة الأطفال. وامتلكت البلدان الأفريقية الملونة باللون الأخضر قوانين وطنية اعتبارا من عام 2006، نظير اتفاقيتي منظمة العمل الدولية رقم 138 و 182. كما صدقت بلدان أخرى، باستثناء جنوب السودان والصومال، على اتفاقيات منظمة العمل الدولية منذ ذلك الحين.

تبنت غالبية الحكومات الأفريقية رسميا اتفاقيات منظمة العمل الدولية (ILO) الثلاث، إضافة إلى ذلك فقد وقعت العديد من الحكومات مذكرة تفاهم مع منظمة العمل الدولية لبدأ برنامج يندرج أسفل البرنامج الدولي للحد من عمالة الأطفال (IPEC).
وعلى سبيل المثال تعد نيجيريا حاليا عضوا نشطا في البرنامج الدولي للحد من عمالة الأطفال، كما تنفذ أيضا مشروع زراعة الكاكاو في غرب أفريقيا  West Africa Cocoa Agriculture Project ، وحاليا يعد قانون حقوق الطفل في نيجريا جزءا من قانون العمل لديها وتحظر الأعمال الاستغلالية للأطفال، وقد منعت بعض الولايات كولاية أنامبرا الأطفال من العمل خلال ساعات الدراسة.
وقد اعتبرت جنوب أفريقيا تشغيل طفل ما دون سن 15 عاما جريمة جنائية باستثناء وجود ترخيص من وزارة العمل لتشغيل الأطفال في الفنون المسرحية، وكما تجعل البنود 43 وحتى البند 47 من قانون العمل من تشغيل الأطفال والذين تتراوح أعمارهم بين 15و18 أمرًا غير قانونيًا إذا كان هذا العمل غير ملائم لأعمارهم أو ما يجعلهم في خطر.
وفي عام 2001 أقرت كينيا قانون الطفل، ويحمي البند 10 من هذا القانون الأطفال والشباب ما دون سن 18 عاما من الاستغلال الاقتصادي وأي عمل يحتمل أنه خطر أو يتداخل مع تعليم الأطفال أو أن يكون العمل مؤذيا لتطوره العاطفي، والأخلاقي والاجتماعي، كما يمنع القانون أيضا توظيف أي شخص لم يبلغ 18 عاما في العسكرية أو في أي صراع مسلح.
وتعد غانا مثال آخر على منع عمالة الأطفال، حيث يحظر البند 87 من قانون الطفل لديها أي شخص من تشغيل طفل في أعمال استغلالية أو في أي عمل يحرم الطفل صحته وتعليمه ونموه، ويمنع البند 88 أي شخص من تشغيل أي طفل في الليل أي في الساعات بين الثامنة ليلا وحتى السادسة صباحا. وتسمح البنود 89 وحتى 90 في القانون للأطفال ذوي سن أعلى من 13 عاما من الانخراط في أعمال النهار ولأولئك الذين تتراوح أعمارهم فوق 15 عاما في الأعمال غير الخطرة.
وعلى الرغم من أن التشريع الجوهري في موضعه الصحيح تقريبا في كل أنحاء أفريقيا، يظل التنفيذ القانوني تحديا.

### المنظمات غير الحكومية
تملك منظمة العمل الدولية عددا من المشاريع في أفريقيا والتي تسعى إلى تقليل وفي النهاية إلى القضاء على عمالة الأطفال في أفريقيا، ومن هذه المشاريع التي أطلقت في 2006 والتي تتركز في أمم غرب أفريقيا وهي جمهورية بنين وبوركينا فاسو والرأس الأخضر وساحل العاج وغامبيا وغانا وغينيا وغينيا بيساو وليبيريا ومالي والنيجر ونيجيريا والسنغال وسيراليون وتوغو، ويسعى هذا المشروع الذي بدأ عام 2009 وراء أسوأ أشكال عمالة الأطفال في غرب أفريقيا، ويتكون من عنصرين رئيسيين: الأول سيدعم الجهود الوطنية للقضاء على أسوأ أشكال عمالة الأطفال بينما يهدف الثاني إلى حشد صناع القرار السياسي وتحسين التعاون في المناطق الفرعية من أجل القضاء على أسوأ أشكال عمالة الأطفال بين جميع دول أعضاء المجموعة الاقتصادية لدول غرب إفريقيا (ECOWAS) البالغ عددهم 15 عضوا.
يعد مشروع (KURET) وهو اختصارا لـمكافحة عمالة الأطفال الاستغلالية من خلال التعليم Combating Exploitive Child Labor Through Education في كينيا وأوغندا ورواندا وإثيوبيا معا، جهدا إقليميا لمنع عمالة الأطفال الإستغلالية عن طريق التعليم. بدأ مشروع (KURET) في سبتمبر 2004 بتمويل من وزارة العمل بالولايات المتحدة الأمريكية وبتنفيذ من جمعية الرؤية العالمية وأكاديمية التنمية التعليمية ولجنة الإنقاذ الدولية. ويقع المكتب الإقليمي في كمبالا في أوغندا ويؤكد تقرير في عام 2009 أن المشروع أحدث فرقا في حياة الآلآف من الأطفال في هذه المنطقة من أفريقيا.

## وصلات خارجية
- منظمة العمل الدولية
- منظمة العمل العربية
- منظمة اليونيسف
- اتفاقية حقوق الطفل
- الأطفال والنزاع المسلح
- عمل الأطفال